# Pudu puda
El pudú del sur (Pudu puda), llamado simplemente pudú (en mapudungun püdü o püdu) o también venadito, es un cérvido endémico de los bosques de Chile y Argentina.

## Características

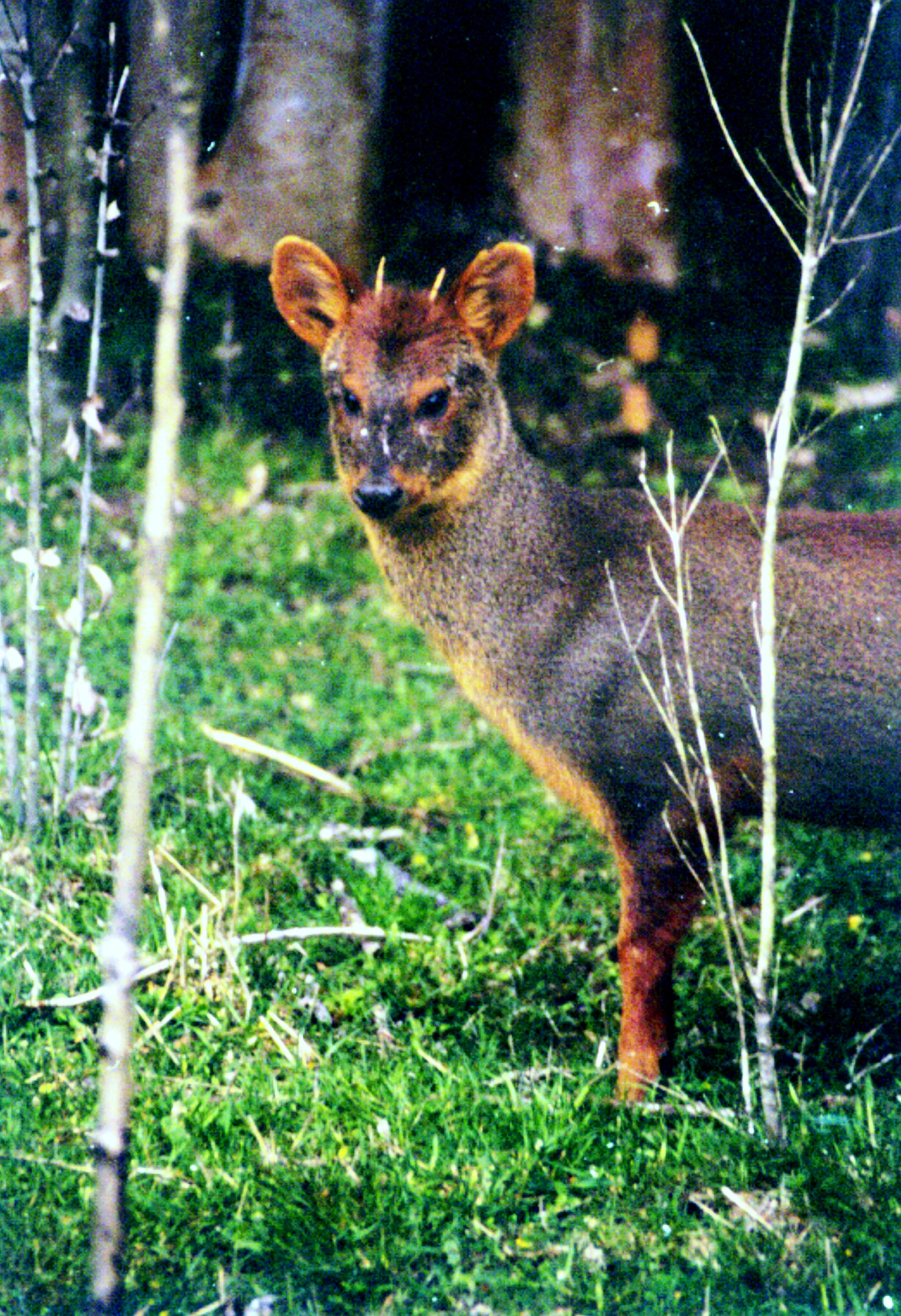
Pudú macho en la región de los Lagos.

Después del pudú del norte, es el cérvido más pequeño del mundo, alcanzando entre 36 a 41 cm de altura y entre 7 y 10 kg de peso. Tiene un pelaje áspero y espeso, de color pardo-oscuro, posee una cola pequeña y las glándulas preorbitales grandes. El macho tiene cuernos cortos, mientras que la hembra carece de ellos.

## Distribución
Este cérvido es endémico de los bosques de las laderas andinas en el sudoeste de la Argentina y el sur de Chile hasta la costa del océano Pacífico.
En la Argentina, su presencia se extiende desde el suroeste de Neuquén hasta el suroeste de Santa Cruz. En el Parque Nacional Lanín se lo detectó en numerosos lugares tanto en el norte como en el sur del mismo. El área de mayor concentración de individuos parecería ser la zona oeste de la cuenca de los lagos Epulafquen, Carilafquen y Curruhué. 
En Chile, se presenta en poblaciones aisladas, desde la ciudad de Curicó hasta la región del Biobío y en forma continua desde la región de la Araucanía hasta la región de Aysén. El pudú aparenta ser abundante solo en la isla Grande de Chiloé.

## Costumbres
Habita en los bosques, solo sale a terreno descubierto para buscar alimento. Vive en asociaciones familiares o en pequeños rebaños. Sus pistas recuerdan un túnel en la espesa vegetación. Está particularmente activo al amanecer y durante el anochecer. Al huir, procura aplastarse contra el suelo. Cocea al ser perseguido por perros.
Tras 200 a 210 días de gestación, la hembra construye un nido de hojas donde pare normalmente una sola cría, que al nacer es de color pardo rojizo con manchas blanquecinas en el lomo y los muslos, las que desaparecen aproximadamente a los 3 meses de edad. Cuando el cervatillo alcanza la edad de 3 meses comienzan a brotar las puntas de los cuernos. Los pudúes llegan a la madurez sexual al año.

## Alimentación
Como el resto de los ciervos, el pudú es herbívoro; se alimenta principalmente de hojas de arbustos nativos como el maqui y el chilco. Asimismo, desbastan cortezas e ingieren semillas, pastos y fruta caída.

## Conservación

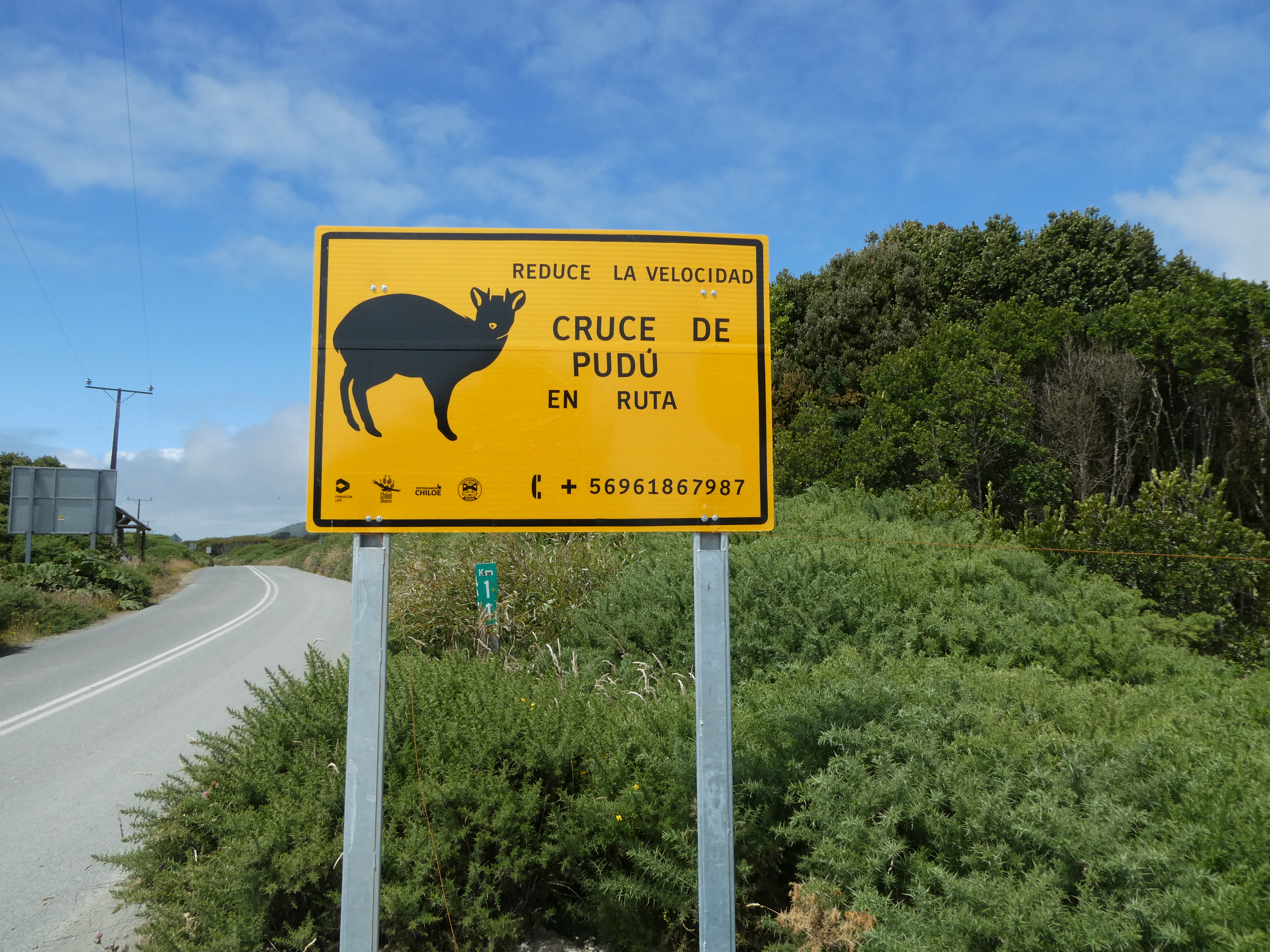
Letrero que advierte una zona de cruce de pudúes en una ruta de la isla Grande de Chiloé.

De acuerdo a la IUCN, el pudú es una especie Casi Amenazada (2016). Su principal enemigo natural es el puma. Sin embargo, los principales problemas que lo afectan son la pérdida del bosque nativo, los frecuentes ataques de perros domésticos, los atropellos y la caza ilegal.
En la isla Grande de Chiloé se encuentran numerosos avisos con el texto: Reduce la velocidad. Cruce de pudú en ruta, gestionados por Chiloé-Silvestre organización que posee el único centro de rehabilitación de especies de fauna silvestre de Chiloé, donde han ingresado más de 150 pudúes dañados por actividades humanas como ataques de perros y atropellos.

## En la cultura popular
El pudú es una figura con cierta presencia en la cultura popular de Chile, así como también en algunos espacios internacionales. Entre estos se cuenta:
- Aparece en un episodio de Planet Earth Bosques estacionales, con uno de sus predadores, el huiña.
- Ha sido popularizado como mascota de weblog mantenido por el comediante y escritor Bob Harris, quien acompaña imágenes del pudú y otros pequeños animales con historias.
- Aparece como personaje secundario en el webcómic Cervatillo de Christopher Baldwin.
- Es el símbolo de los premios «Pudú de Oro» con los cuales son galardonados los ganadores del Festival Internacional de Cine de Valdivia.
- Es un elemento distintivo de la banda chilena de power metal The Power of the Pudú.
- El 26 de marzo de 2025 el Metro de Santiago presentó una tarjeta bip! dedicada a las Rutas Patrimoniales de la zona sur de Chile, en la que aparece un pudú junto a una ranita de Darwin.[6]

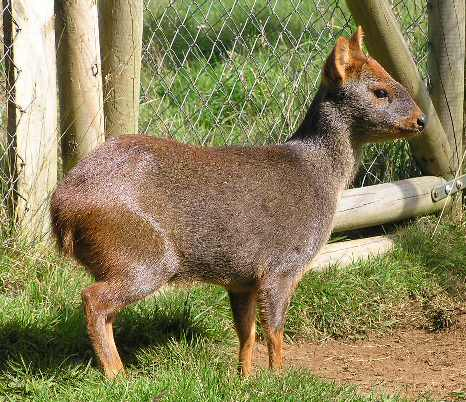
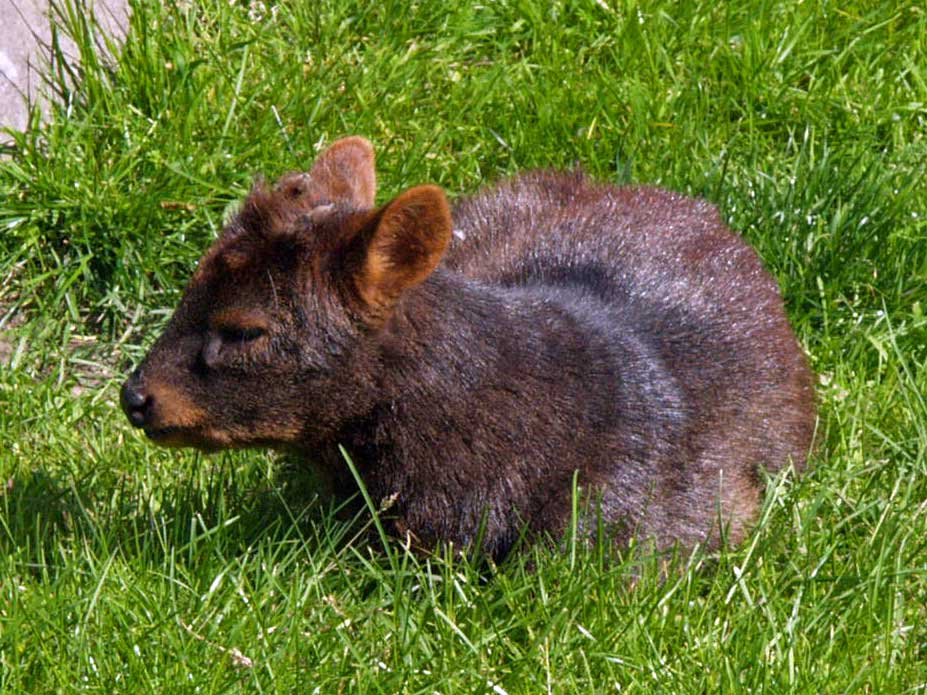
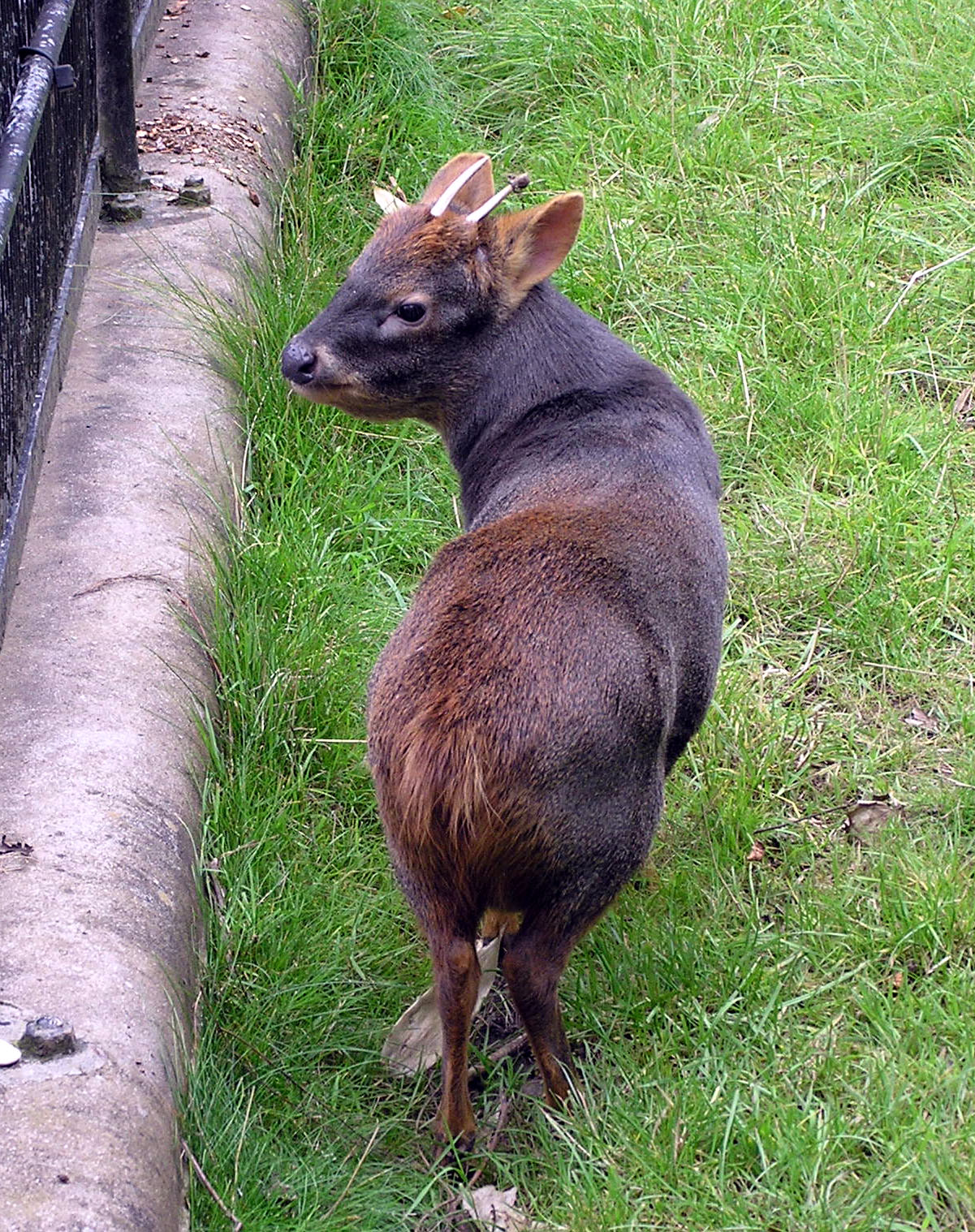
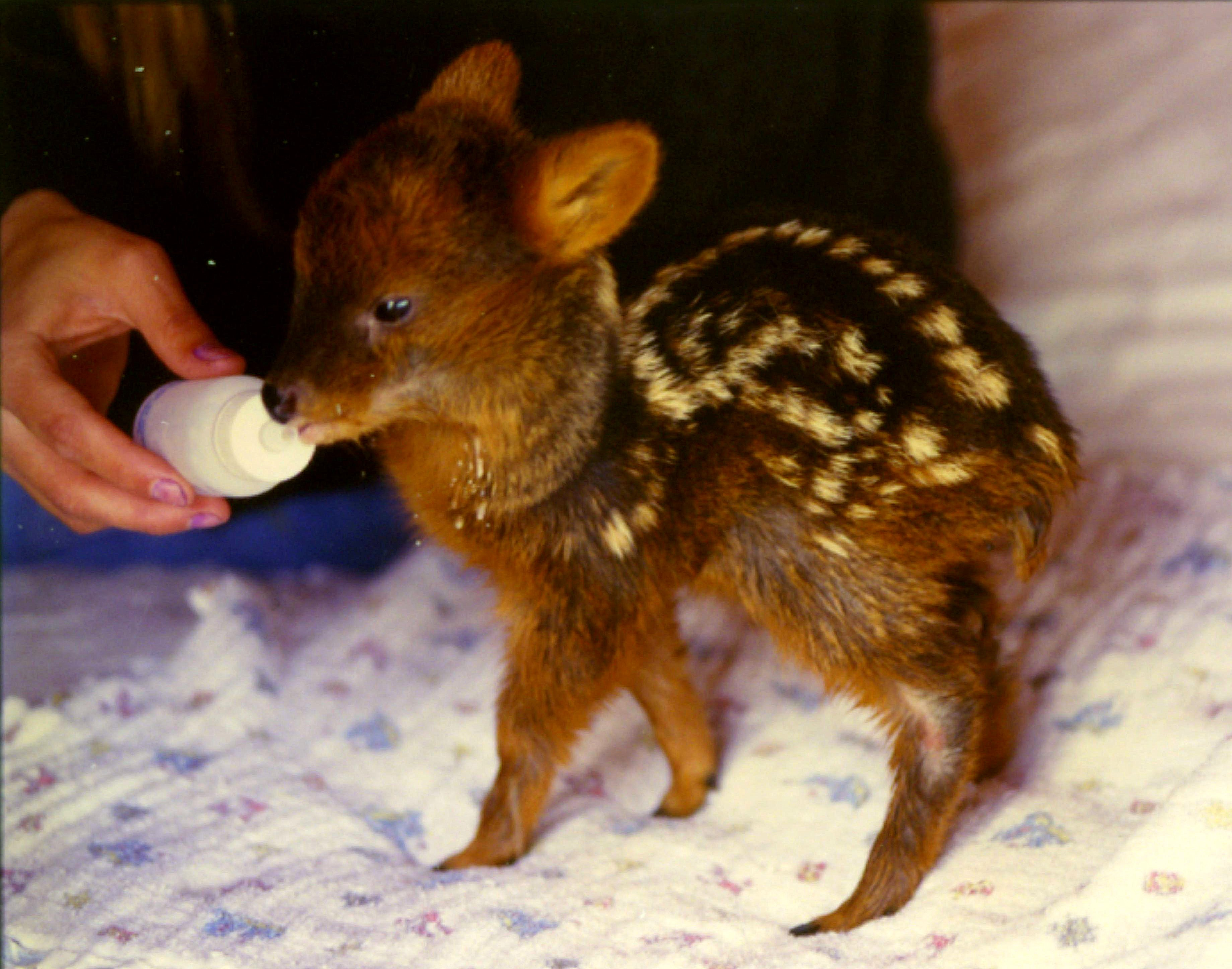
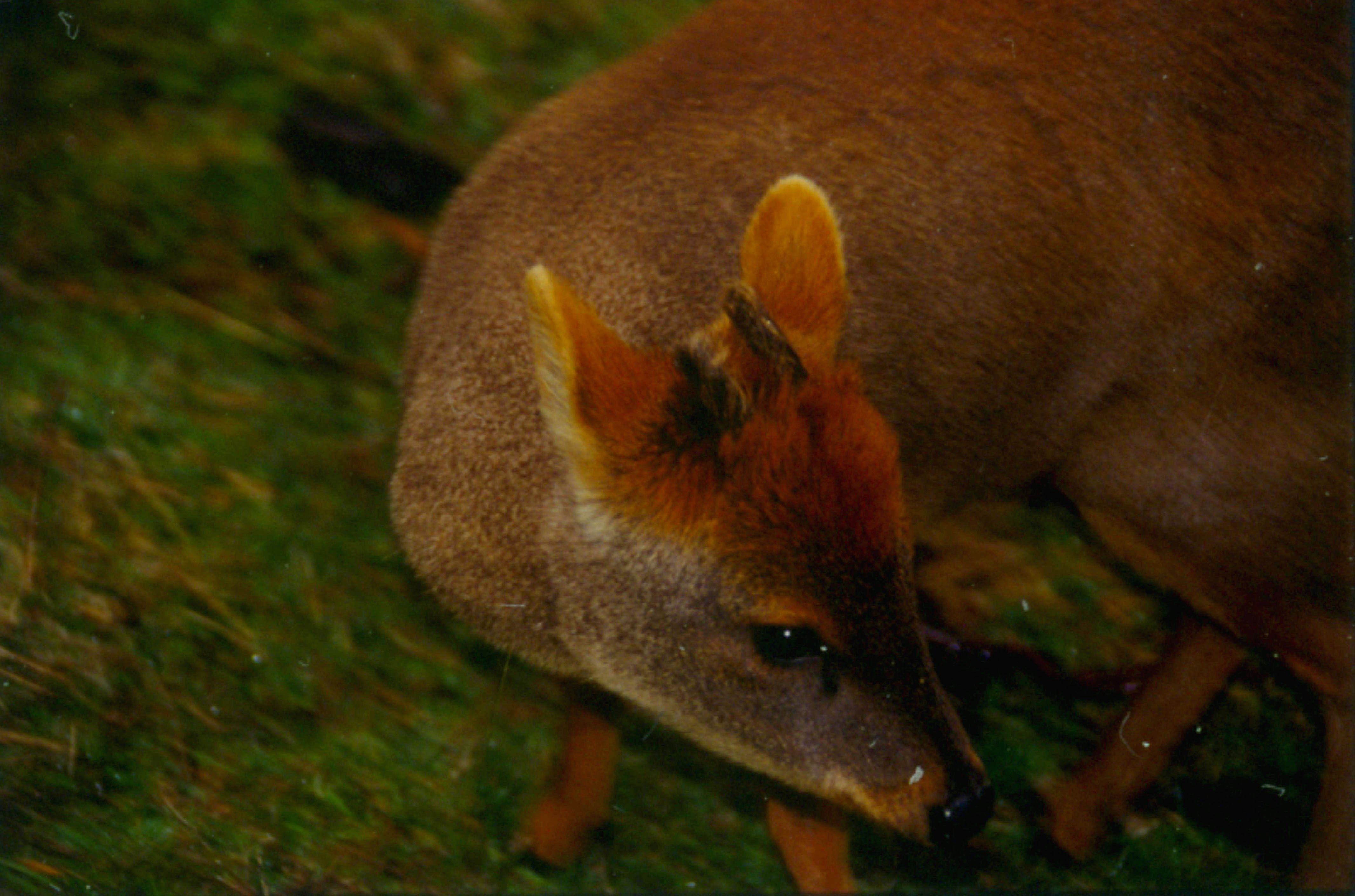
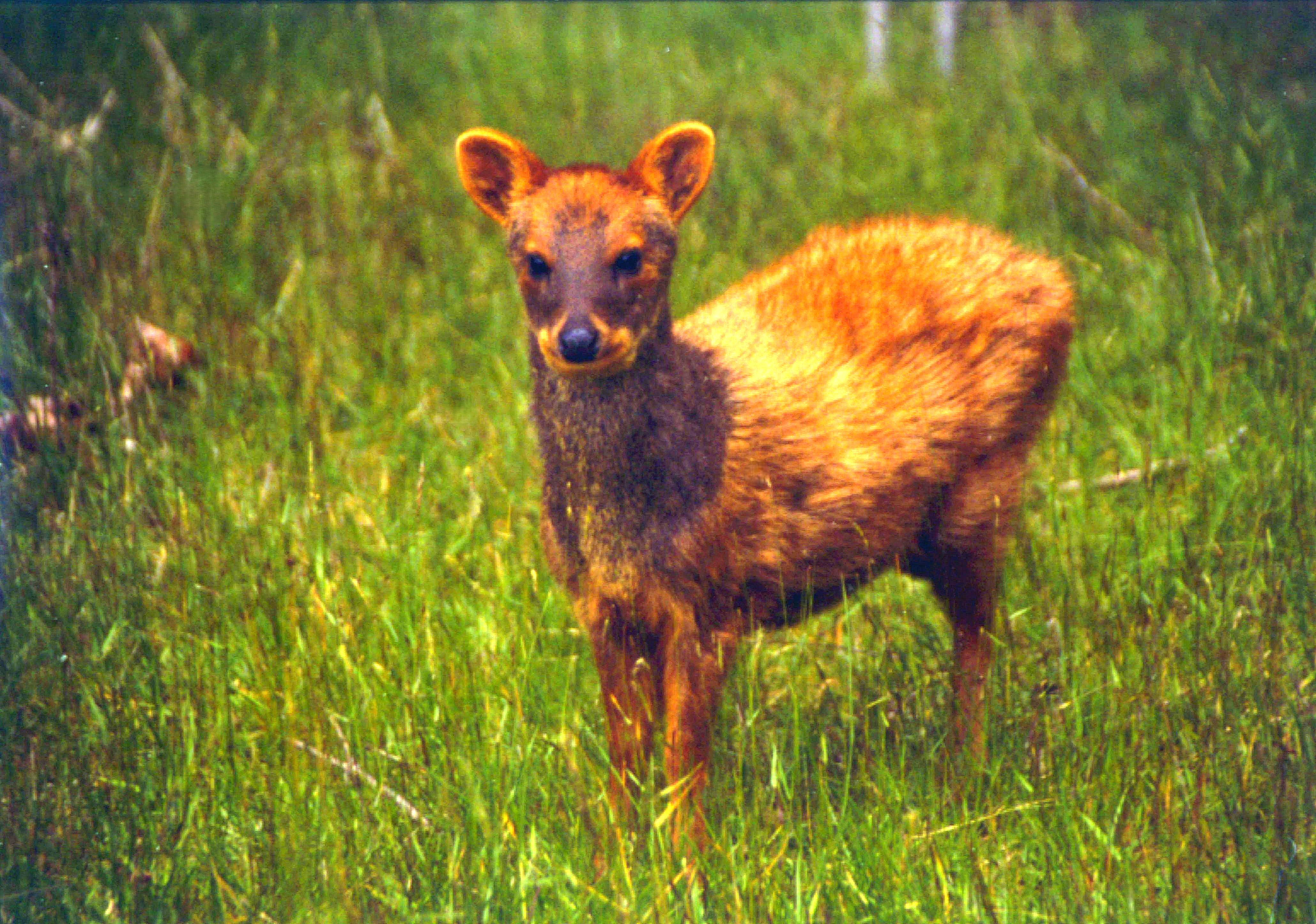